# Halley (Mondkrater)
Halley ist ein Einschlagkrater südlich des Riesenkraters Krater Hipparchus, dessen südlichen Außenwall er berührt. Südwestlich zeichnet sich der große Krater Albategnius ab und in östlicher Richtung liegt der Krater Hind.
Der Kraterrand von Halley ist abgenutzt und eine Einkerbung in der Mondoberfläche durchquert seinen westlichen Bereich. Dieses Tal verläuft in südsüdöstlicher Richtung bis zum Rand von Albategnius. Der Kraterboden ist relativ eben.
| Buchstabe | Position         | Durchmesser | Link |
| --------- | ---------------- | ----------- | ---- |
| B         | 8,49° S, 4,42° O | 5 km        |      |
| C         | 9,89° S, 6,58° O | 5 km        |      |
| G         | 9,19° S, 5,47° O | 5 km        |      |
| K         | 8,58° S, 5,77° O | 5 km        |      |